# چسترفیلد (کارولینای جنوبی)
چسترفیلد(به انگلیسی: Chesterfield) شهری در ایالت کارولینای جنوبی کشور ایالات متحده آمریکا است که جمعیت آن در سرشماری سال ۲۰۱۰ میلادی، ۱٬۴۷۲ نفر بوده‌است.